# Karamamedli
Karamamedli är en ort i Azerbajdzjan.   Den ligger i distriktet Ağsu Rayonu, i den centrala delen av landet, 120 km väster om huvudstaden Baku. Karamamedli ligger 126 meter över havet och antalet invånare är 358.
Terrängen runt Karamamedli är platt åt sydväst, men åt nordost är den kuperad. Närmaste större samhälle är Aghsu, 3,6 km nordväst om Karamamedli.
Trakten runt Karamamedli består till största delen av jordbruksmark. Runt Karamamedli är det ganska tätbefolkat, med 62 invånare per kvadratkilometer.